# Kalenderovi Gornji
Kalenderovi Gornji är en ort i Bosnien och Hercegovina.   Den ligger i entiteten Republika Srpska, i den norra delen av landet, 130 km norr om huvudstaden Sarajevo. Kalenderovi Gornji ligger 183 meter över havet och antalet invånare är 393.
Terrängen runt Kalenderovi Gornji är platt.Närmaste större samhälle är Kalenderovci Donji, 2,1 km nordost om Kalenderovi Gornji. 
Omgivningarna runt Kalenderovi Gornji är en mosaik av jordbruksmark och naturlig växtlighet. Runt Kalenderovi Gornji är det ganska tätbefolkat, med 67 invånare per kvadratkilometer.